# 古澤大輔
古澤 大輔（ふるさわ だいすけ、1976年 - ）は、日本の建築家。学位は、博士（工学）（明治大学・2019年）。東京都出身。

## 来歴
（出典）
1976年：東京都立川市生まれ
1995年：桐朋高校卒業
2000年：東京都立大学工学部建築学科卒業
2002年：同大学院工学研究科建築学専攻博士前期課程修了、馬場兼伸、黒川泰孝とメジロスタジオを共同設立・主宰。
2013年：日本大学理工学部建築学科助教
2019年：明治大学より博士（工学）の学位を取得 
2020年：日本大学理工学部建築学科准教授
2025年：日本大学理工学部建築学科教授

## 受賞・入選
- 建築環境・省エネルギー機構第2回サステナブル住宅賞・国土交通大臣賞[4] - 2007年
- 日本建築学会作品選奨[4] - 2007年
- 日本建築家協会優秀建築選[5] - 2011年
- 鹿島出版会SDレビュー2011朝倉賞 [6] - 2011年